# Ingamay Bylund
Ingamay Bylund, född 25 september 1947 i Skog, är en svensk dressyrryttarinna som tävlade för Tranås ridklubb. Hon har vunnit Svenska mästerskapen i dressyr 1985 och 1984.
Hon blev olympisk bronsmedaljör i Los Angeles 1984.